# Xerox Star

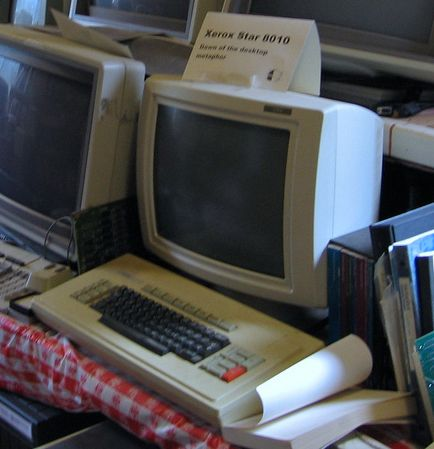
Xerox Star 8010.

La estación de trabajo Xerox Star, conocida oficialmente como «8010 Star Information System» («Sistema de Información Star 8010»), fue introducida por Xerox Corporation el 27 de abril de 1981. Fue el primer sistema comercial en incorporar varias tecnologías que han llegado a ser corrientes hoy en día en los computadores personales, incluyendo la pantalla con bitmaps en lugar de solo texto, utilizando una interfaz gráfica de usuario basada en elementos tales como ventanas, íconos, carpetas, ratón; red Ethernet; servidores de archivos; servidores de impresora y correo electrónico.

## Antecedentes
El Xerox Palo Alto Research Center (PARC) (Centro de Investigación Xerox Palo Alto) fue fundado por Xerox Corporation en 1970 para servir como think tank interno para desarrollar nuevas tecnologías con la esperanza de desarrollar productos comerciales.
Los varios individuos o grupos dentro de PARC persiguieron independientemente diversas tecnologías digitales. La culminación de este desarrollo fue Alto, una estación de trabajo desarrollada para uso interno en Xerox y también distribuida en una base limitada a algunas universidades. Alto tenía muchas características avanzadas, incluyendo una pantalla basada en bitmaps, iconos, un ratón usado como un dispositivo apuntador, y una red Ethernet.
Como producto comercial, a Alto le faltaban funcionalidades. Cada programa tenía su propia interfaz y operarla requería conocimiento técnico. Los programas más comunes fueron el procesador de texto Bravo; Laurel, un cliente de correo electrónico, y su sucesor Hardy; Sil, un programa de dibujo vectorial; y Markup, un editor de bitmaps (programa para pintar). El sistema no fue considerado lo suficientemente amigable con los usuarios menos técnicos en un ambiente de oficina. No había software de hoja de cálculo o de base de datos.
Star no fue desarrollado por PARC. En 1977, bajo la dirección de Don Massaro, el System Development Departament (SDD) (Departamento de Desarrollo de Sistemas) fue establecido en El Segundo, California, con algunos miembros entresacados de PARC en Palo Alto, California, para el «SDD North», un equipo que eventualmente creció a más de 200 desarrolladores. A ellos se les asignó la tarea de diseñar un nuevo sistema que incorporara las mejores características de Alto, fuera fácil de usar y pudiera automatizar muchas tareas de la oficina. La iniciativa fue llamada como «The Office of the Future» (La Oficina del Futuro) y su desarrollo fue dirigido por David Liddle.
El paisaje de la competencia del momento estaba dominado por costosos mainframes y minicomputadores equipados con terminales tontos (dumb terminals) que compartieron el tiempo de proceso del computador central. En el otro lado del espectro, los computadores personales eran simplistas, con limitado poder de procesamiento y la falta de comunicación con otros sistemas. Xerox vio un nicho en alguna parte entre una arquitectura de procesamiento distribuido -- estaciones de trabajo inteligentes con archivos centralizados y periféricos compartidos.

## El proceso de desarrollo
El grupo de Palo Alto trabajó en la interfaz del sistema operativo subyacente al hardware y a las herramientas de programación, mientras que los de El Segundo desarrollaron el sistema operativo completo, la interfaz de usuario y las aplicaciones para el usuario.
El personal confiaba fuertemente en las mismas tecnologías en las cuales trabajaban – compartición de archivos, servidores de impresora y correo electrónico. Incluso estaban conectados con Internet, conocido como ARPANET en aquel tiempo, lo que permitió que se comunicaran entre el El Segundo y Palo Alto.
Star fue desarrollado en el lenguaje de programación orientado a objetos Mesa, un precursor directo del Modula-2 y Modula-3. Mesa requirió a los programadores crear dos archivos para cada módulo, un módulo con la definición que especificaba las estructuras de datos, métodos y eventos por cada objeto, y un módulo de implementación que tenía el código actual para los métodos y los eventos.
El equipo de Star usó un sofisticado sistema de control de versiones que requirió a los programadores chequear los módulos antes de que pudieran ser cambiados. Cualquier cambio en un módulo que forzara a los módulos dependientes a cambiar era seguido de cerca y documentado. Los cambios a los módulos de nivel inferior requerían varios niveles de aprobación.
El proceso de desarrollo del software fue intenso. Implicó muchos prototipos y pruebas con usuarios. Los ingenieros de software tuvieron que desarrollar nuevos protocolos de red y esquemas de codificación de datos cuando los usados en el ambiente de investigación del PARC probaron ser inadecuados.
Inicialmente, solamente las estaciones de trabajo Alto estaban disponibles como herramientas de desarrollo. Estas no estaban bien equipadas por las cargas extremas puestas por el software. Incluso el procesador pensado para el producto probó ser inadecuado e implicó un rediseño del hardware de último minuto. Muchos rediseños del software, reescrituras y adiciones tardías tuvieron que ser hechos, algunos basados en resultados de pruebas de usuario, algunos basados en consideraciones de comercialización, y algunos basados en consideraciones de los sistemas.
Una versión del sistema en lenguaje japonés fue producida conjuntamente con Fuji Xerox (nombre código «J-Star»), así como total apoyo para los clientes internacionales.
Al final, había muchas características de Star Functional Specification (Especificación Funcional del Star) que tuvieron que dejarse sin implementar. El producto tenía que estar en el mercado y los últimos meses antes del lanzamiento se centraron en la fiabilidad y el rendimiento.

## Descripción del hardware
Inicialmente el software de Star fue desarrollado en una plataforma de hardware llamada Dolphin (Delfín); sin embargo, la complejidad del software eventualmente abrumó su limitada configuración. En un punto en el desarrollo de Star, tomaba más de media hora reiniciar el sistema.
El eventual hardware de la estación de trabajo Star fue conocido como Dandelion, o Dlion, basado en el papel de arquitectura de «Wildflower» por Butler Lampson. Su CPU microprogramada con desplazamiento de bits corría una máquina virtual para el lenguaje de programación Mesa.
El sistema tenía 384 KB de memoria (expandible a 1,5 MB), un disco duro de 10 MB, 29 MB o 40 MB, una unidad de disquete de 8", el ratón, y una conexión Ethernet. El CRT de 17" en blanco y negro era grande para los estándares de ese entonces. Fue pensado para poder exhibir dos páginas de formato carta (216 x 279 mm, 8,5" x 11"), lado a lado, en tamaño real.

## Interfaz de usuario

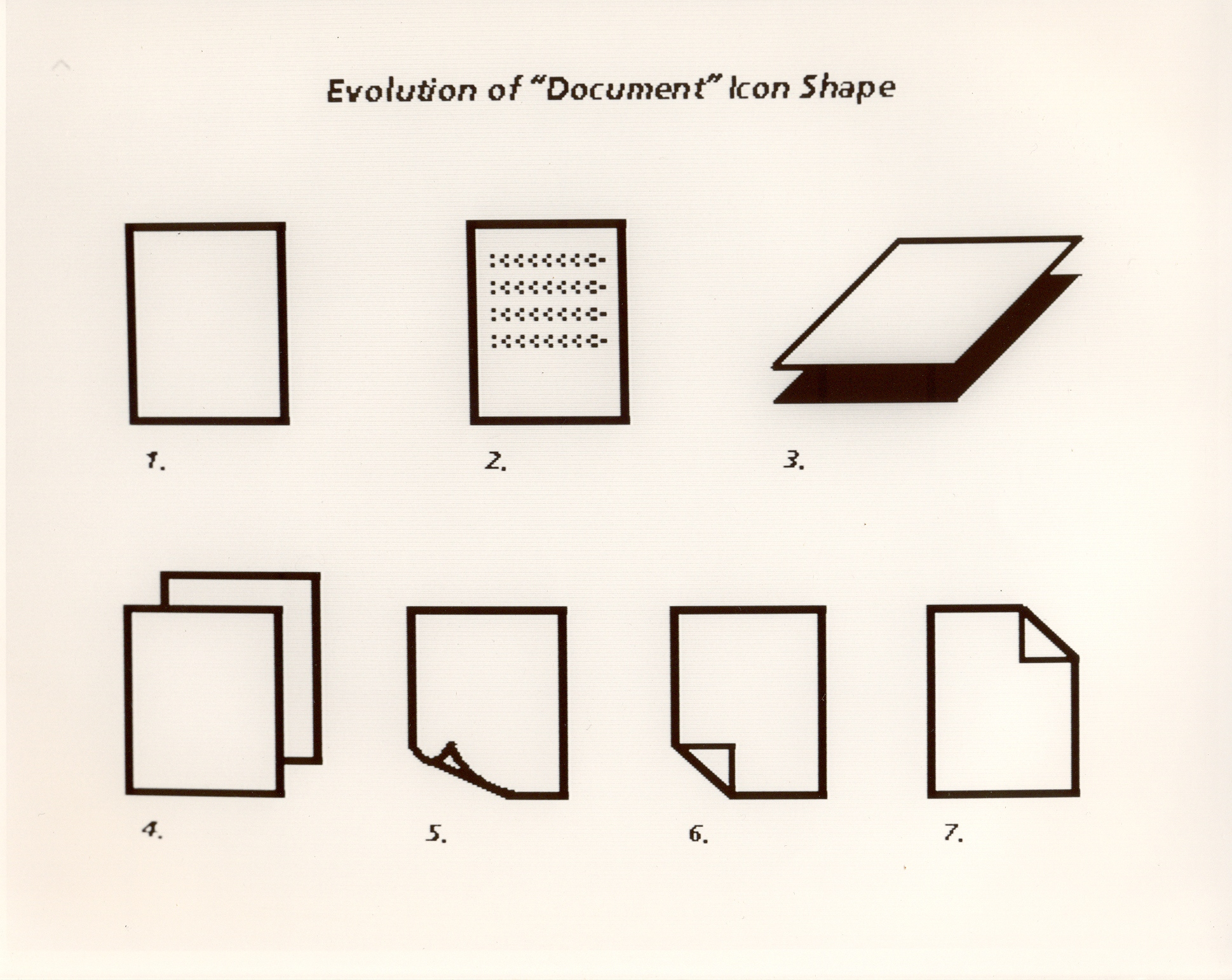
Fotografía Polaroid escaneada de alta calidad de la pantalla de la estación de trabajo Xerox Star 8010, que muestra la evolución de la forma del ícono del documento.

Una buena parte de un año fue tomada por reuniones y planeamiento. El resultado fue una extensa y detallada especificación funcional (the Red Book) (el Libro Rojo). Ésta se convirtió en la biblia para todas las tareas de desarrollo. Definió la interfaz y reforzó la consistencia en todos los módulos y tareas. Todos los cambios a la especificación funcional tenían que ser aprobados por un equipo de revisión que mantenía los estándares religiosamente.
La filosofía clave de la interfaz de usuario era imitar el paradigma de la oficina tanto como fuera posible para hacerlo intuitivo para los usuarios. El concepto del WYSIWYG era considerado supremo. El texto sería exhibido en la pantalla como letras negras con un fondo blanco justo como en el papel, y la impresora duplicaría la pantalla usando interpress, un lenguaje de descripción de página desarrollado en PARC, del cual surge, posteriormente el Postscript.
El usuario vería un escritorio conteniendo documentos y carpetas, con diferentes íconos representando diversos tipos de documentos. Haciendo clic sobre cualquier ícono abriría una ventana. Los usuarios no utilizarían programas, (como por ejemplo un editor de textos, programas gráficos o software de hoja de cálculo), ellos abrirían simplemente el archivo y la aplicación apropiada aparecería.
La interfaz de usuario del Star fue basada en el concepto de objetos. Por ejemplo en un documento del procesador de textos, habría objetos de páginas, objetos de párrafos, objetos de oraciones, objetos de palabras y objetos de caracteres. Una vez que un usuario clicleaba un objeto, podía invocar una función estándar desde teclas especiales en el teclado, como Abrir, Borrar, Copiar y Mover. Había también una tecla «Mostrar Propiedades» usada para exhibir la llamada «hoja de propiedades» con los ajustes para el objeto particular (por ejemplo, el tamaño de fuente para un objeto carácter). Esto simplificó grandemente la estructura del menú de todos los programas.
La integración de objetos fue diseñada en el sistema desde el comienzo. Por ejemplo, un objeto gráfico creado en el módulo gráfico podía ser insertado en cualquier tipo de documento. Este tipo de capacidad no llegó a estar disponible en Microsoft Windows hasta que el OLE (Object Linking and Embedding) fue introducido en Windows nueve años más tarde en 1990.

## Comercialización del Star
La Xerox Star no se pensó originalmente para ser una computadora independiente, sino que era parte de un integrado «sistema de oficina personal» Xerox que también se conectaba con otras estaciones de trabajo y servicios de red vía Ethernet. Aunque una sola unidad se vendía en $16.000, una típica oficina tendría que comprar por lo menos 2 o 3 máquinas junto con un servidor de archivos y un servidor de impresoras. Soltar $50.000 a $100.000 para una instalación completa no era una venta fácil.
Encarnaciones posteriores del Star permitirían que los usuarios compraran una sola unidad con una impresora láser, pero el Xerox Star es todavía considerado por muchos como un fracaso comercial porque solamente fueron vendidas cerca de 25.000 unidades.
Algunos han dicho que el Star estaba adelantado a su tiempo. Pocos fuera de un pequeño círculo de desarrolladores realmente entendían el potencial del sistema. Hay que considerar que la IBM introdujo el IBM PC manejado por el comparativamente muy primitivo PC-DOS el mismo año en que el Star fue traído al mercado. Incluso el Lisa de Apple, inspirado en el Star e introducido 2 años más tarde fue un fracaso comercial por muchas de las mismas razones que el Star.
Otra posible razón dada para explicar la carencia de éxito del Star miente con la estructura corporativa de Xerox en sí misma. Una compañía de copiadoras por largo tiempo, Xerox no tenía mucha experiencia con tecnología de sistemas de computadoras. Tenían ya un fracaso significativo debajo de su correa por hacer la adquisición de Scientific Data System pay off. Se dice que había celos internos entre las divisiones de la vieja línea de sistemas de copiadoras que eran responsables la mayor parte de las ganancias de Xerox y la nueva división repentinamente importante. Sus esfuerzos de comercialización fueron considerados por alguno como poco entusiasta o desenfocado.
Finalmente, para los estándares de hoy, el software sería considerado muy lento, gravando el hardware limitado del momento. Guardar un archivo grande podía tomar minutos. Las estrelladas del sistema podían seguir con un proceso llamado «scarving» que duraba horas. Para algunos, éste era un precio demasiado alto para pagar, incluso para un sofisticado software como ese.
Para dar crédito a Xerox, ellos probaron muchas cosas en una tentativa para reavivar las ventas. El siguiente lanzamiento del Star estaba en una plataforma diferente y más eficiente de hardware que incluyó una significante reescritura del software para mejorar el rendimiento. 
El sistema fue llamado el Viewpoint 6085 y fue lanzado en 1985. El nuevo hardware proporciona 1MB a 4MB de memoria, un disco duro de 10MB a 80MB, una pantalla de 15" ó 19", una unidad de disquete de 5,25", un ratón, una conexión Ethernet y un precio alrededor de los $6.000.
Junto con una impresora láser conectada, el Viewpoint se podía vender como un sistema independiente. También fue ofrecido un modo compatible con PC vía una tarjeta de expansión basada el 8086. Los usuarios podrían transferir archivos entre el sistema Star y el software basado en PC. Incluso con un precio significativamente reducido, seguía siendo un Rolls Royce en el mundo de los computadores personales baratos de $2.000.
En 1989, el Viewpoint 2.0 introdujo muchas nuevas aplicaciones relacionadas con la publicación de escritorio. Eventualmente, Xerox echó por la borda la estación de trabajo Viewpoint integrada por hardware y software, y ofrece GlobalView como una aplicación de software solamente. Esto proporcionó la interfaz y la tecnología del Star en una plataforma compatible con el IBM PC. El lanzamiento inicial requirió la instalación de la tarjeta del CPU MESA. El lanzamiento final del GlobalView 2.1 corrió como un emulador sobre el Microsoft Windows 3.1, Windows 95 o Windows 98 y fue lanzado en 1996.

## La herencia del Star
Aunque el producto Star falló en hacer un impacto en el mercado, puso la base importante para las computadoras de hoy. Muchas de las ideas en Star, tal como WYSIWYG, Ethernet, y servicios de red tales como directorio, impresión, archivo, y encaminamiento entre redes han llegado a ser corrientes en las computadoras de hoy.
Hay una historia común que dice que un viaje a Xerox PARC por Steve Jobs de Apple Computer condujo al GUI y al ratón a ser integrados en el Apple Lisa y, más adelante, en el primer Apple Macintosh. Esto es solamente parcialmente cierto.[cita requerida] A Steve Jobs le fue mostrado el ambiente de programación Smalltalk-80, que tenía una pequeña porción de las características del GUI en el Star, por el ejemplo éste no tenía un escritorio o íconos. El equipo de ingeniería de Lisa vio el Star en su introducción y se volvió y convirtió lo que había sido una interfaz de usuario basada en texto dentro de un GUI. La interfaz inicial de Macintosh fue una versión simplificada de la interfaz de Lisa (es decir, single-tasking), soportando solamente una simple unidad de disquete en vez el disco duro del Lisa (y del Star).
La lista de productos que fueron inspirados o influenciados directamente por la interfaz de usuario del Star incluyen el Apple Lisa, el Apple Macintosh, GEM de Digital Research (la compañía del DR-DOS), Microsoft Windows, Atari ST, Commodore Amiga, Elixer, Metaphor Systems, Interleaf, OS/2, SunOS, KDE, Ventura Publisher y NeXTSTEP. El PostScript de Adobe Systems fue basado en Interpress. Ethernet superó el token ring y otras tecnologías de redes para convertirse en estándar.
Sobre los años se ha señalado que Apple, Microsoft (y otros) plagiaron la GUI (y otras innovaciones) del Xerox Star. También ha habido señalamientos sobre que Xerox no protegió correctamente su propiedad intelectual. Muchas solicitudes de patente por innovaciones en el Star fueron sometidas. En ese momento, la Sentencia de Consentimiento de Xerox de 1975 restringió lo que la compañía podía patentar. Cuando solicitudes del Star eran preparadas, los abogados de patente de Xerox estaban ocupados con nuevas tecnologías como la impresión láser. Y finalmente, las patentes del software eran un área no probada en aquella época. Xerox de hecho hizo en 1988 una demanda a Apple por infringir el copyright con respecto al GUI, pero el caso fue rechazado por un detalle técnico.